# Sander vitreus
Sander vitreus és una espècie de peix de la família dels pèrcids i de l'ordre dels perciformes present a les conques dels Grans Llacs d'Amèrica del Nord, i del riu Mississipi des del Quebec fins als Territoris del Nord-oest al Canadà i Alabama i Arkansas als Estats Units. Ha estat extensament introduït a les conques atlàntiques, pacífiques i del golf de Mèxic dels Estats Units.

## Morfologia

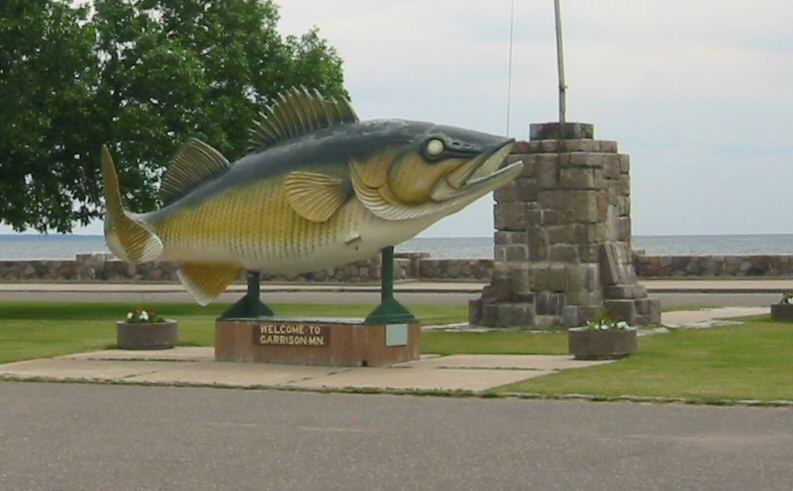
Representació d'aquest peix a Garrison (Minnesota)

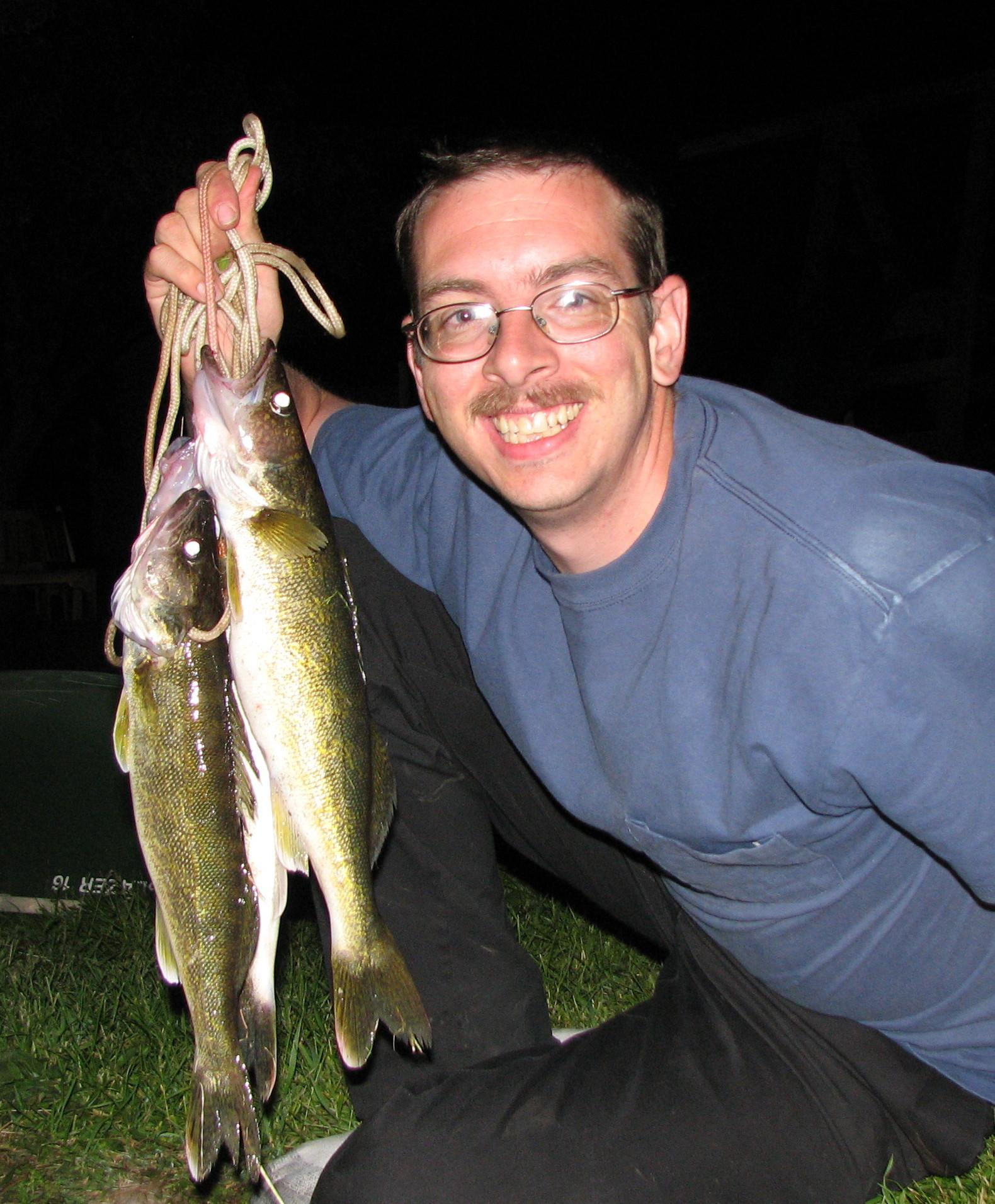
Pescador a Pennsilvània

Els mascles poden assolir 107 cm de longitud total (normalment, en fa 54) i 11,3 kg de pes. Té 13-17 espines i 18-22 radis tous a l'aleta dorsal i 2 espines i 11-14 radis tous a l'anal i 44-48 vèrtebres.

## Ecologia
És un peix d'aigua dolça i salabrosa, demersal, potamòdrom i de clima temperat (55°N-35°N), el qual viu fins als 27 m de fondària als llacs, llacunes, masses d'aigües estancades i rius mitjans i grans. Prefereix els grans llacs poc fondos i amb una alta terbolesa.
Menja de nit principalment peixos (com ara Perca flavescens i Aplodinotus grunniens) i insectes, i, en menor mesura, crancs, caragols, granotes i petits mamífers quan peixos i insectes esdevenen escassos.
Al Canadà és depredat pel lluç de riu (Esox lucius), Esox masquinongy, Stizostedion canadense i Stizostedion vitreum, i als Estats Units per Morone americana
i la llampresa de mar (Petromyzon marinus).
És inofensiu per als humans i la seua esperança de vida és de 29 anys.

## Ús comercial i gastronòmic
No és molt conreat comercialment per al consum humà, però si que ho és per a omplir llacs destinats a la pesca esportiva. Es comercialitza fresc o congelat i es menja fregit, rostit, enfornat i fet al forn microones.